# Kricogonia
Kricogonia — центрально- и южно-американский род чешуекрылых из семейства белянок и подсемейства Coliadinae.

## Систематика
В состав рода входят:
- Kricogonia lyside (Godart, [1819]) — Южные Соединённые Штаты, Мексика, Гватемала, от Никарагуа до Венесуэлы, Антильские острова, Гаити, Ямайка, Куба.
- Kricogonia cabrerai Ramsden, 1920 — Куба